# Amtsgericht Neresheim

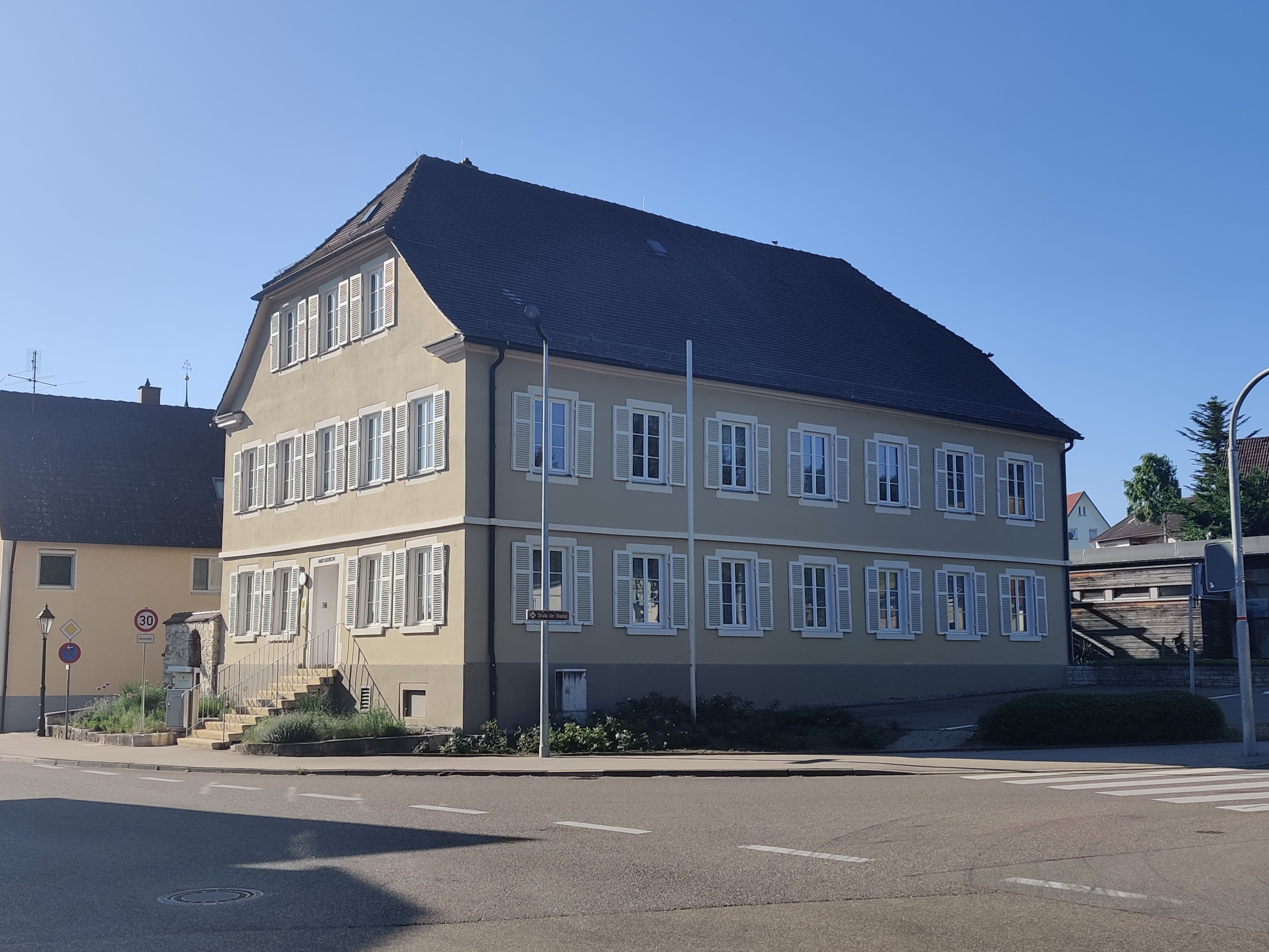
Das Gerichtsgebäude

Das Amtsgericht Neresheim mit Sitz in Neresheim ist eines von 108 Amtsgerichten in Baden-Württemberg. Es ist ein Gericht der ordentlichen Gerichtsbarkeit.

## Amtsgerichtsbezirk
Zum Amtsbezirk des Amtsgerichts Neresheim gehören die Städte und Gemeinden Bopfingen, Kirchheim am Ries, Neresheim und Riesbürg.

## Gerichtsgebäude
Das Amtsgericht befindet sich in der Hauptstraße 2 in Neresheim. Es ist ein Giebelständiger Putzbau mit Schopfwalm von 1809 und ein Kulturdenkmal.

## Zuständigkeit und Aufgaben
Das Amtsgericht ist erstinstanzliches Zivil-, Familien- und Strafgericht. Beim Amtsgericht wird außerdem das Vereins- und Güterrechtsregister geführt. Als Vollstreckungsgericht ist es zuständig für alle Vollstreckungssachen, bei denen der Schuldner seinen Wohnsitz im Gerichtsbezirk hat.
Des Weiteren ist es zuständig für Zivilsachen, Familiensachen, Strafsachen, Bußgeldverfahren und Verfahrenshilfen.

## Übergeordnete Gerichte
Im Instanzenzug übergeordnet sind dem Amtsgericht Neresheim das Landgericht Ellwangen, das Oberlandesgericht Stuttgart und der Bundesgerichtshof.

## Leitung
Direktor ist Stefan Scheel, Leiterin der Verwaltung Monika Miehlich.